# Fünfkampf-Weltmeisterschaft 1981

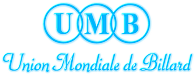
Logo UMB (ausrichtender Verband)

Veranstaltungsort: Maastricht

Die Fünfkampf-Weltmeisterschaft 1981, auch Pentathlon-Weltmeisterschaft genannt, war das 15. Turnier in dieser Disziplin des Karambolagebillards und fand vom 21. bis zum 24. Mai 1981 in Maastricht statt. Es war die erste Fünfkampf-Weltmeisterschaft in den Niederlanden.

## Geschichte
Seinen zweiten Weltmeister-Titel im Fünfkampf, nach 1969 in Berlin, holte sich in Maastricht der Belgier Ludo Dielis. Aber es war knapp. Denn der junge Niederländer  Jos Bongers machte ihm im Turnier das Leben schwer. Bongers führte das Feld bis zur Niederlage gegen den Velberter Thomas Wildförster, der am Ende Vierter wurde, an. Somit brachte Bongers im letzten Match gegen Dielis einen Sieg zum Titelgewinn. Es reichte aber nur zum 6:6-Unentschieden, weil er in den Bandendisziplinen noch nicht erfahren genug war. Sein Landsmann  Christ van der Smissen, vor dem Turnier als Titelkandidat gehandelt, verlor das erste Match gegen Bongers und fand danach nicht mehr richtig ins Turnier und wurde Dritter.

## Modus
Gespielt wurde das ganze Turnier im Round Robin Modus.
1. PP = Partiepunkte
2. MP = Matchpunkte
3. VGD = Verhältnismäßiger Generaldurchschnitt
4. BVED = Bester Einzel Verhältnismäßiger Durchschnitt

Ab 1965 wurde zur Berechnung des VGD die 'Portugiesische Tabelle' angewendet. Hierbei werden die verschiedenen Disziplinen nach einer Formel berechnet. Es wurde eine neu überarbeitete portugiesische Tabelle von Oktober 1977 angewendet. Die Welt-Meisterschaften im Fünfkampf ab 1965 waren auch unter dem Namen 'Neo Pentathlon' bekannt. Ab 1977 wurden die Spieldistanzen halbiert und statt Cadre 47/2 wurde Cadre 47/1 gespielt.
Freie Partie: Distanz 250 Punkte
Cadre 47/1: Distanz 150 Punkte
Einband: Distanz 100 Punkte
Cadre 71/2: Distanz 150 Punkte
Dreiband: Distanz 30 Punkte
Der Fünfkampf wurde auch in dieser Spielfolge gespielt.
In der Endtabelle wurden die erzielten Matchpunkte vor den Partiepunkten und dem VGD gewertet. Partien die in einer Aufnahme Unentschieden endeten wurden mit 2:2 Partiepunkten gewertet.

## Abschlusstabelle
| Legende | Legende                                       |
| --- | --------------------------------------------- |
| Abk. | Bedeutung                                     |
| Pkt. | erzielte Punkte                               |
| Aufn. | benötigte Aufnahmen                           |
| ED | Einzeldurchschnitt                            |
| GD | Generaldurchschnitt                           |
| VGD | Verhältnismässiger Generaldurchschnitt        |
| BMD | Bester Mannschaftsdurchschnitt                |
| BED | Bester Einzeldurchschnitt                     |
| BSD | Bester Satzdurchschnitt                       |
| BEVD | Bester Einzel Verhältnismässiger Durchschnitt |
| HS | Höchstserie                                   |
| MP | Match Points                                  |
| PP | Partie Punkte                                 |
| G-U-V | Gewonnen-Unentschieden-Verloren               |
| SV | Satzverhältnis                                |
| WRP | Weltranglistenpunkte                          |
| | 1. Platz (Gold)                               |
| | 2. Platz (Silber)                             |
| | 3. Platz (Bronze)                             |
| | Bester GD des Turniers/Runde                  |
| | Bester VGD des Turniers/Runde                 |
| | Bester ED des Turniers/Runde                  |
| | Bester BVGD des Turniers/Runde                |
| | Beste HS des Turniers/Runde                   |
| (Evtl. finden nicht alle Begriffe Anwendung oder einige sind nicht aufgeführt. Diese können in der Liste der Karambolage-Begriffe nachgesehen werden.) |                                               |

| Endklassement               | Endklassement          | Endklassement | Endklassement | Endklassement | Endklassement | Endklassement | Endklassement | Endklassement | Endklassement |
| Platz                       | Name                   | MP            | PP            | VGD           | BVED          |               |               |               |               |
| --------------------------- | ---------------------- | ------------- | ------------- | ------------- | ------------- | ------------- | ------------- | ------------- | ------------- |
| 1                           | Ludo Dielis            | 12:2          | 50:26         | 162,71        | 416,40        |               |               |               |               |
| 2                           | Jos Bongers            | 11:3          | 51:25         | 136,34        | 300,98        |               |               |               |               |
| 3                           | Christ van der Smissen | 10:4          | 49:25         | 162,00        | 274,60        |               |               |               |               |
| 4                           | Thomas Wildförster     | 8:6           | 36:36         | 113,74        | 191,62        |               |               |               |               |
| 5                           | Nobuaki Kobayashi      | 6:8           | 32:40         | 111,56        | 226,80        |               |               |               |               |
| 6                           | Franz Stenzel          | 4:10          | 30:42         | 72,46         | 128,23        |               |               |               |               |
| 7                           | Klaus Hose             | 3:11          | 23:47         | 71,75         | 151,90        |               |               |               |               |
| 8                           | Egidio Vierat          | 2:12          | 19:51         | 78,49         | 84,00         |               |               |               |               |
| Turnierdurchschnitt: 101,75 |                        |               |               |               |               |               |               |               |               |

## Disziplintabellen
| Platz                       | Name                   | MP   | Pkte. | Aufn. | GD     | BED    | HS  |
| --------------------------- | ---------------------- | ---- | ----- | ----- | ------ | ------ | --- |
| 1                           | Ludo Dielis            | 14:6 | 1750  | 9     | 194,44 | 250,00 | 250 |
| 2                           | Jos Bongers            | 14:6 | 1750  | 10    | 175,00 | 250,00 | 250 |
| 3                           | Christ van der Smissen | 17:7 | 1510  | 11    | 137,27 | 250,00 | 250 |
| 4                           | Nobuaki Kobayashi      | 9:9  | 1262  | 14    | 90,14  | 250,00 | 250 |
| 5                           | Thomas Wildförster     | 8:8  | 1336  | 10    | 133,60 | 250,00 | 250 |
| 6                           | Klaus Hose             | 6:8  | 1152  | 14    | 82,28  | 250,00 | 250 |
| 7                           | Franz Stenzel          | 6:10 | 949   | 12    | 79,08  | 250,00 | 250 |
| 8                           | Egidio Vierat          | 0:14 | 462   | 14    | 33,00  | –      | 123 |
| Turnierdurchschnitt: 108,20 |                        |      |       |       |        |        |     |

| Platz                      | Name                   | MP   | Pkte. | Aufn. | GD    | BED    | HS  |
| -------------------------- | ---------------------- | ---- | ----- | ----- | ----- | ------ | --- |
| 1                          | Jos Bongers            | 12:2 | 900   | 25    | 36,00 | 150,00 | 150 |
| 2                          | Thomas Wildförster     | 9:5  | 873   | 27    | 32,33 | 75,00  | 149 |
| 3                          | Christ van der Smissen | 8:6  | 767   | 20    | 38,35 | 150,00 | 150 |
| 4                          | Ludo Dielis            | 8:6  | 747   | 36    | 20,75 | 150,00 | 150 |
| 5                          | Nobuaki Kobayashi      | 7:7  | 1006  | 57    | 17,64 | 37,50  | 98  |
| 6                          | Klaus Hose             | 6:8  | 785   | 34    | 23,08 | 150,00 | 150 |
| 7                          | Egidio Vierat          | 4:10 | 651   | 37    | 17,59 | 30,00  | 91  |
| 8                          | Franz Stenzel          | 2:12 | 625   | 50    | 12,50 | 11,53  | 57  |
| Turnierdurchschnitt: 22,21 |                        |      |       |       |       |        |     |

| Platz                     | Name                   | MP   | Pkte. | Aufn. | GD    | BED   | HS  |
| ------------------------- | ---------------------- | ---- | ----- | ----- | ----- | ----- | --- |
| 1                         | Ludo Dielis            | 14:0 | 700   | 53    | 13,20 | 50,00 | 100 |
| 2                         | Christ van der Smissen | 12:2 | 696   | 58    | 12,00 | 14,28 | 51  |
| 3                         | Egidio Vierat          | 8:6  | 532   | 61    | 8,72  | 25,00 | 45  |
| 4                         | Jos Bongers            | 8:6  | 491   | 57    | 8,61  | 14,28 | 76  |
| 5                         | Thomas Wildförster     | 7:7  | 559   | 58    | 9,63  | 20,00 | 60  |
| 6                         | Klaus Hose             | 4:10 | 342   | 58    | 5,89  | 16,66 | 37  |
| 7                         | Franz Stenzel          | 2:12 | 317   | 73    | 4,34  | 3,22  | 23  |
| 8                         | Nobuaki Kobayashi      | 1:13 | 496   | 78    | 6,35  | 14,28 | 37  |
| Turnierdurchschnitt: 8,33 |                        |      |       |       |       |       |     |

| Platz                      | Name                   | MP   | Pkte. | Aufn. | GD    | BED    | HS  |
| -------------------------- | ---------------------- | ---- | ----- | ----- | ----- | ------ | --- |
| 1                          | Jos Bongers            | 11:3 | 1032  | 19    | 54,31 | 150,00 | 150 |
| 2                          | Franz Stenzel          | 10:4 | 787   | 31    | 25,38 | 37,50  | 114 |
| 3                          | Christ van der Smissen | 9:5  | 862   | 21    | 41,04 | 150,00 | 150 |
| 4                          | Klaus Hose             | 7:7  | 787   | 34    | 23,14 | 37,50  | 107 |
| 5                          | Ludo Dielis            | 6:8  | 857   | 27    | 31,74 | 75,00  | 150 |
| 6                          | Nobuaki Kobayashi      | 6:8  | 792   | 30    | 26,40 | 37,50  | 98  |
| 7                          | Thomas Wildförster     | 6:8  | 717   | 30    | 23,90 | 75,00  | 148 |
| 8                          | Egidio Vierat          | 1:13 | 475   | 28    | 16,96 | 50,00  | 71  |
| Turnierdurchschnitt: 28,67 |                        |      |       |       |       |        |     |

| Platz                      | Name                   | MP   | Pkte. | Aufn. | GD    | BED   | HS |
| -------------------------- | ---------------------- | ---- | ----- | ----- | ----- | ----- | -- |
| 1                          | Nobuaki Kobayashi      | 11:3 | 203   | 156   | 1,301 | 1,875 | 5  |
| 2                          | Franz Stenzel          | 10:4 | 194   | 201   | 0,965 | 1,578 | 9  |
| 3                          | Christ van der Smissen | 9:5  | 196   | 188   | 1,042 | 1,304 | 11 |
| 4                          | Ludo Dielis            | 8:6  | 188   | 169   | 1,112 | 1,578 | 8  |
| 5                          | Egidio Vierat          | 6:8  | 183   | 195   | 0,938 | 2,000 | 8  |
| 6                          | Thomas Wildförster     | 6:8  | 155   | 199   | 0,778 | 1,304 | 5  |
| 7                          | Jos Bongers            | 6:8  | 157   | 223   | 0,704 | 0,789 | 6  |
| 8                          | Klaus Hose             | 0:14 | 150   | 231   | 0,649 | –     | 10 |
| Turnierdurchschnitt: 0,912 |                        |      |       |       |       |       |    |